# Посабина
Посабина е село в Североизточна България. То се намира в община Попово, област Търговище.

## География
Селото се намира на 10 км западно от град Попово, на висок хълм, на около 430 м надморска височина. Стои встрани от основните за района пътища. Землището му граничи със землищата на селата Паламарца, Медовина, Славяново, Горица, Асеново, Водица и Ковачевец.
Образувано е от следните махали: Ботрова махала, Горната (турската) махала, Долната махала и Ерлийската махала.

## История
Най-ранното документирано споменаване на селото в османо-турски документ е от 1524 г. Името на селото е българско и е останало непроменено през вековете, достигнало до нас в старата си форма, макар че се срещат и леки негови изкривявания — Пусубина, Пособина, Посъбина, Костабина, (Косабино — в старите руски карти) и др. В селото винаги е живеело компактно българско население — местно и преселници от близки села и от Балкана. През 1622 г. в Посабина има 66 български къщи, а административно то попада в кааза Херазград (Разград), вилает Провадия.
Според устно предание в местността Юртлука се намирало по-старо българско село, което носело името Тиджаре. През него минавал път от Велико Търново за Шумен, но поради постоянните злини, които жителите му търпели от придвижващите се по пътя войници, кърджалии и даалии жителите му го напуснали и се изместили да живеят далеч от този път — на сегашното място. През 18 век в селото се заселили и турци. Устни предания от селото разказват и за отвличане и помохамеданчване на български девойки и невести. На 27 май 1876 край селото е заловен Петър Иванов Русков, революционер от четата на Таньо войвода. Според документи през 1877 г. в селото вече има само 20 български и около 200 турски и 10 черкезки къщи.
За пръв път руски войски наближават селото около Петровден 1877. Няколко дни по-късно руските войски се оттеглят, а заедно с тях и българското население. На 28 ноември 1877 г. при село Посабина се водило кръвопролитно сражение между руснаци и турци. Турците били разбити и принудени да отстъпят панически. След края на руско-турската война местните жители се върнали в селото си и го изградили отново. Българският елемент нараства в селото след идването на нови жители — преселници от селата Водица, Глогинка, Лозен и от Горнооряховско, Великотърновско (Бойчовци и др.) и Габровско (Банковци и др.). Почти всички турци се изселват в Османската империя и през 1898 г. в селото имало 104 български и 42 турски къщи.
Първото светско училище в селото е построено през 1877 г., а църковният храм е издигнат през 1886 с патрон Свети Иван Рилски. Много преди Освобождението в селото имало само малък църковен параклис. До началото на 20 век в селото била запазена и стара джамия, към която в миналото имало и мюсюлманско духовно училище (медресе).
Старите местни родове на селото били: Банчовци, Бойкоолар, Боруците, Коджа Ивановци, Стоенчовци, Чолакоолар, а родовете-преселници били: Дели Пеньовци, Калъжоолар, Сламарята, Карахасанлиите, Банчевци, Белчевци и др.
Днес в селото живеят заедно българи и турци с основен поминък земеделие и животновъдство.

## Религии
- Християнска (източноправославна) – преобладаваща;
- Мюсюлманска;

## Обществени институции
- Кметство;
- Поща;
- Народно читалище „Самообразование“;
- Църковно настоятелство;

## Културни и природни забележителности
- Днешното землище на селото е било обитавано от дълбока древност, следи от която са една праисторическа селищна могила от неолита, праисторически селища, антични селища и градежи, могилни некрополи;
- Църковният храм „Св. Иван Рилски“, построен във възрожденски стил през 1886 г. Иконите са създадени от късни тревненски зографи и имат датирани надписи от 1885 г. През 2007 г. църквата е основно ремонтирана;
- Железният руски паметник, намиращ се в гробището на селото, посветен на 31 загинали руски войници от 125-и Курски полк на 28 ноември 1877 г.;
- Мраморният паметник, намиращ се северозападно от селото, посветен на 9 загинали руски войници и офицери от 8-и хусарски Любленски полк на 28 ноември 1877 г.;

## Редовни събития
- Събор на селото — провежда се през първата неделя на месец ноември;

## Личности
- Иван Ганев Камбуров (1934) – инженер, енергетик, общественик, с големи заслуги в проектирането на много ТЕЦ-ове в България; с големи заслуги за подменянето на ел. мрежата в селото; носител на Народен орден на труда;
- Иван Колев Сламаров – „Гемето“ (1914-1996) – дърводелец;
- Димитър Иванов Димитров (1905-1955) – инженер, енергетик, общественик, завършва образование в Тулуза, с големи заслуги за електрифицирането на България; пръв директор на „Електроснабдяване“ – София;
- Цоню Христов Цонев „Лютиера“ (1927);

## Други
Радиопредавателна станция в село Посабина. Оттук се излъчва Радио Антола на 89.5 MHz и програма „Христо Ботев“ на БНР на 95.7 MHz. След 2007 г. програма „Хоризонт“ излъчва на 103.5 MHz и „Христо Ботев“ на 98.4 MHz. През 2015 г. на 102.6 MHz се очаква да стартира и Радио „Фокус“.